# Brasfield & Gorrie
Brasfield & Gorrie, LLC ist ein Bauunternehmen aus den Vereinigten Staaten mit Sitz in Birmingham, Alabama. Im Jahr 2011 erwirtschaftete Brasfield & Gorrie einen Umsatz von 1,7 Milliarden US-Dollar und beschäftigte rund 2300 Mitarbeiter.

## Geschichte
Die Gründung des Unternehmens erfolgte 1921 als Thomas C. Brasfield Company durch Thomas C. Brasfield. 1964 erwarb Miller Gorrie das Unternehmen und änderte drei Jahre später den Namen in Brasfield & Gorrie. In den 1960er und 1970er Jahren weitete das Bauunternehmen eine Geschäftstätigkeiten auch auf Hochhäuser und Spezialbauten aus.

## Projekte
Auswahl an Projekten, die von Brasfield & Gorrie durchgeführt wurden:
- Georgia Aquarium, Atlanta (2002–2005)
- AT&T Building, Nashville (1991–1994)
- 1010 Midtown, Atlanta (2006–2008)
- Georgia Dome, Atlanta (1989–1992)
- Coleman Coliseum, Tuscaloosa (1966–1968)
- Regions-Harbert Plaza, Birmingham, Alabama (1989)
- Texoma Medical Center, Denison
- The Pinnacle at Symphony Place, Nashville (2007–2009)